# Australian Professional Championship 1973
Die Australian Professional Championship 1973 war ein professionelles Snookerturnier im Rahmen der Saison 1973/74 ohne Einfluss auf die Weltrangliste und in Funktion der nationalen Profimeisterschaft Australiens. Das preisgeld- und sponsorenlose Turniere wurde vom 23. Juli bis zum 22. August 1973 im Wagga RSL Club in der australischen Stadt Wagga Wagga ausgetragen. Zum fünften Mal in Folge und zum achten Mal insgesamt gewann Eddie Charlton das Turnier, als er im Finale den gebürtigen Waliser Gary Owen mit 31:10 besiegte. Zudem spielte Charlton mit einem 129er-Break das höchste Break des Turnieres.

## Turnierverlauf
Am Turnier nahmen insgesamt sieben Spieler teil, von denen lediglich Rex King kein Profispieler war und somit als Amateur am Turnier teilnahm. Sechs der sieben Spieler – der krebskranke Alan McDonald war für das Halbfinale gesetzt – starteten im Viertelfinale ins Turnier, wobei die drei Sieger der Viertelfinalpartien zusätzlich zu McDonald das Halbfinale komplementierten, sodass im K.-o.-System schließlich um den Turniersieg gespielt wurde. Während der Spielmodus des Viertelfinales unklar ist, wurde das Halbfinale im Modus Best of 37 Frames und das Endspiel im Modus Best of 61 Frames gespielt.
|  | Viertelfinale Modus unklar | Viertelfinale Modus unklar |                |    | Halbfinale Best of 37 Frames | Halbfinale Best of 37 Frames |  |  | Finale Best of 61 Frames | Finale Best of 61 Frames |
|  |                            |                            |                |    |                              |                              |  |  |                          |                          |
|  |                            |                            |                |    |                              |                              |  |  |                          |                          |
|  |                            |                            |                |    |                              |                              |  |  |                          |                          |
|  | Eddie Charlton             | 15                         |                |    |                              |                              |  |  |                          |                          |
|  | Eddie Charlton             | 15                         |                |    |                              |                              |  |  |                          |                          |
|  | Ian Anderson               | 6                          |                |    |                              |                              |  |  |                          |                          |
|  | Ian Anderson               | 6                          | Eddie Charlton | 19 |                              |                              |  |  |                          |                          |
|  |                            |                            | Eddie Charlton | 19 |                              |                              |  |  |                          |                          |
|  |                            |                            | Warren Simpson | 11 |                              |                              |  |  |                          |                          |
|  | Warren Simpson             | 17                         | Warren Simpson | 11 |                              |                              |  |  |                          |                          |
|  | Warren Simpson             | 17                         |                |    |                              |                              |  |  |                          |                          |
|  | Paddy Morgan               | 13                         |                |    |                              |                              |  |  |                          |                          |
|  | Paddy Morgan               | 13                         | Eddie Charlton | 31 |                              |                              |  |  |                          |                          |
|  |                            |                            | Eddie Charlton | 31 |                              |                              |  |  |                          |                          |
|  |                            |                            | Gary Owen      | 10 |                              |                              |  |  |                          |                          |
|  | Gary Owen                  | 15                         | Gary Owen      | 10 |                              |                              |  |  |                          |                          |
|  | Gary Owen                  | 15                         |                |    |                              |                              |  |  |                          |                          |
|  | Rex King                   | 2                          |                |    |                              |                              |  |  |                          |                          |
|  | Rex King                   | 2                          | Gary Owen      | 19 |                              |                              |  |  |                          |                          |
|  |                            |                            | Gary Owen      | 19 |                              |                              |  |  |                          |                          |
|  |                            |                            | Alan McDonald  | 8  |                              |                              |  |  |                          |                          |
|  |                            |                            | Alan McDonald  | 8  |                              |                              |  |  |                          |                          |
|  |                            |                            |                |    |                              |                              |  |  |                          |                          |
|  |                            |                            |                |    |                              |                              |  |  |                          |                          |
|  |                            |                            |                |    |                              |                              |  |  |                          |                          |

### Finale
Der Australier Eddie Charlton konnte zu diesem Zeitpunkt bereits als Dauergast im Endspiel der Australian Professional Championship bezeichnet werden, hatte er doch letztmals bei der Erstausgabe des Turnieres im Jahr 1963 nicht das Endspiel beziehungsweise mindestens den zweiten Platz erreicht. Insgesamt sieben Mal hatte er in den vergangenen Ausgaben gewonnen, darunter die vier letzten Ausgaben. In diesem Jahr hatte er Ian Anderson und Warren Simpson besiegt, sodass es im Finale gegen Gary Owen eine Neuauflage des Vorjahresendspiels gab. Owen hatte seinerseits deutlich Rex King und Alan McDonald besiegt.
Vom Finale selbst sind keine genauen Frameergebnisse bekannt. Allerdings besiegte Charlton Owen im Endeffekt auch mithilfe eines 103er-Breaks mit 31:10 und gewann damit seinen neunten Titel insgesamt und den fünften in Folge.
| Finale: Best of 61 Frames Wagga RSL Club, Wagga Wagga, Australien, mind. 22. August 1973 |                |           |
| Eddie Charlton                                                                           | 31:10          | Gary Owen |
| unbekannt                                                                                |                |           |
| 103                                                                                      | Höchstes Break | –         |
| 1                                                                                        | Century-Breaks | –         |
| –                                                                                        | 50+-Breaks     | –         |

## Century Breaks
Während des Turnieres spielten drei Spieler insgesamt sieben Century Breaks.
- Eddie Charlton: 129, 119, 108, 103, 100
- Warren Simpson: 119
- Gary Owen: 115